# Nissan Qashqai
Nissan Qashqai (qaʃqaːʔiː, vyslovuje se kaškaj) se vyrábí od roku 2007, pro evropské trhy ho dodává továrna v anglickém Sunderlandu. Ačkoliv má Qashqai karoserii typu crossover (kombinace pětidveřového hatchbacku a SUV), Nissan ho prezentuje jako běžný osobní vůz nižší střední třídy, který je jedním z nástupců modelu Almera. Qashqai sdílí platformu a některé motory s Renaultem Mégane druhé generace. Poháněná je přední nebo obě nápravy, pro silnější motory je kromě manuální převodovky určena i CVT (benzínový motor) nebo automatická převodovka (turbodiesel, jen ve verzi 4×4).
| Model                       | 1.6 (HR16DE)     | 2.0 (MR20DE)        | 1.5 dCi (K9K)    | 2.0 dCi (M1D)       |
| --------------------------- | ---------------- | ------------------- | ---------------- | ------------------- |
| Uspořádání válců            | 4 v řadě         | 4 v řadě            | 4 v řadě         | 4 v řadě            |
| Druh motoru                 | benzínový        | benzínový           | turbodiesel      | turbodiesel         |
| Objem (cm³)                 | 1.598            | 1.997               | 1.461            | 1.995               |
| Výkon (kW)                  | 84 při 6000 ot.  | 104 při 6000 ot.    | 78 při 4000 ot.  | 110 při 4000 ot.    |
| Kroutící moment (Nm)        | 156 při 4400 ot. | 196 při 4800 ot.    | 240 při 2000 ot. | 320 při 2000 ot.    |
| Nejvyšší rychlost (4×2)     | 175 km/h         | 192 (180*) km/h     | 174 km/h         | 191 km/h            |
| Nejvyšší rychlost (4×4)     |                  | 190 (178*) km/h     |                  | 190 (198*) km/h     |
| Zrychlení 0–100 km/h (4×2)  | 12,0 s           | 10,1 (10,7*) s      | 12,2 s           | 10,5 s              |
| Zrychlení 0–100 km/h (4×4)  |                  | 10,6 (11,3*) s      |                  | 10,9 (12,0*) s      |
| Kombinovaná spotřeba (4×2)  | 6,7 l/100 km     | 8,2 (8,0*) l/100 km | 5,4 l/100 km     | 6,6 l/100 km        |
| Kombinovaná spotřeba (4×4)  |                  | 8,4 (8,3*) l/100 km |                  | 6,9 (7,8*) l/100 km |
| Pohotovostní hmotnost (4×2) | 1392 kg          | 1437 (1459*) kg     | 1471 kg          | 1573 kg             |
| Pohotovostní hmotnost (4×4) |                  | 1509 (1535*) kg     |                  | 1639 (1674*) kg     |

Pozn.: * = s automatickou převodovkou (diesel), s převodovkou CVT (benzín)